# Habelsee

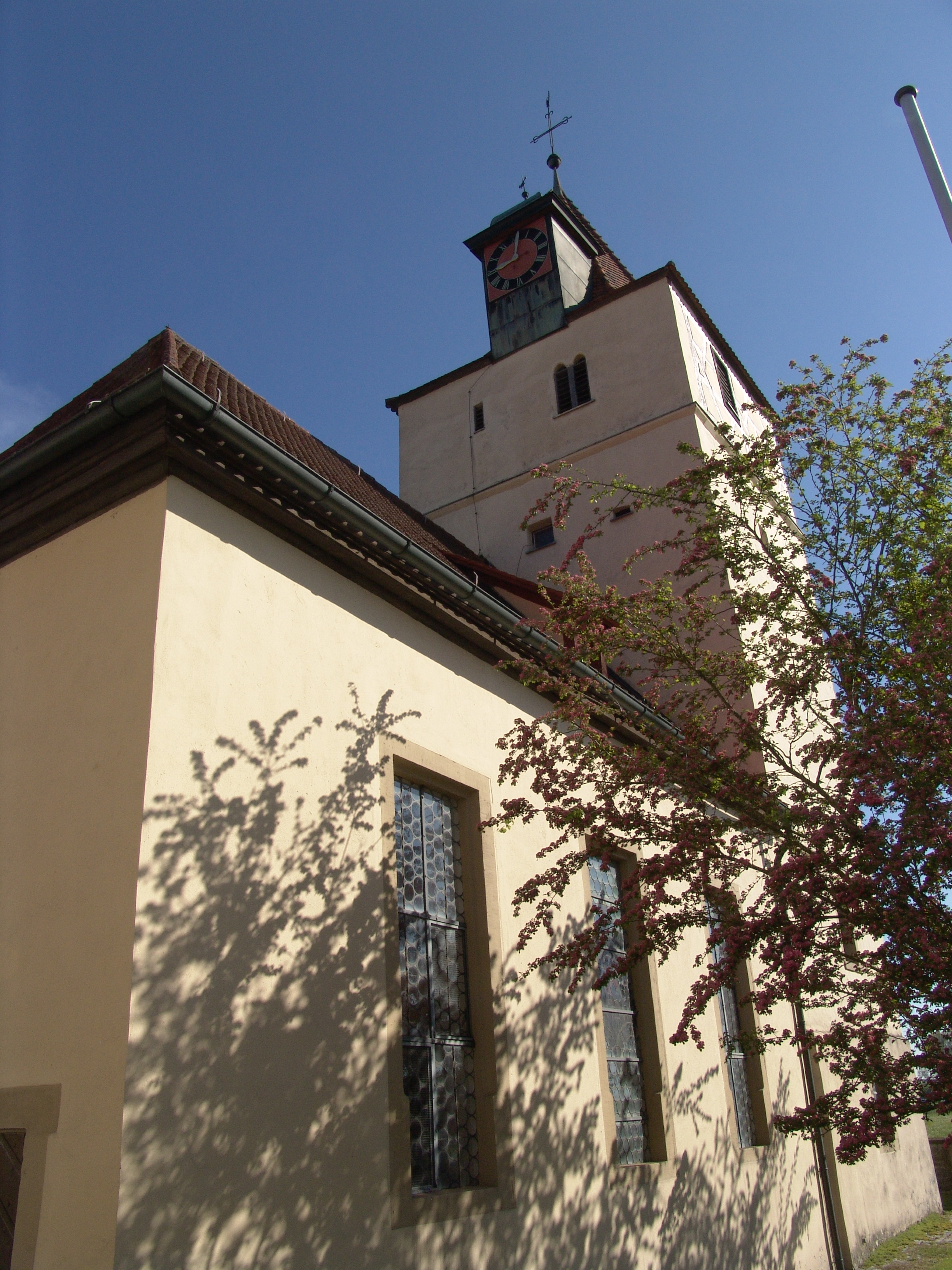
St. Michael

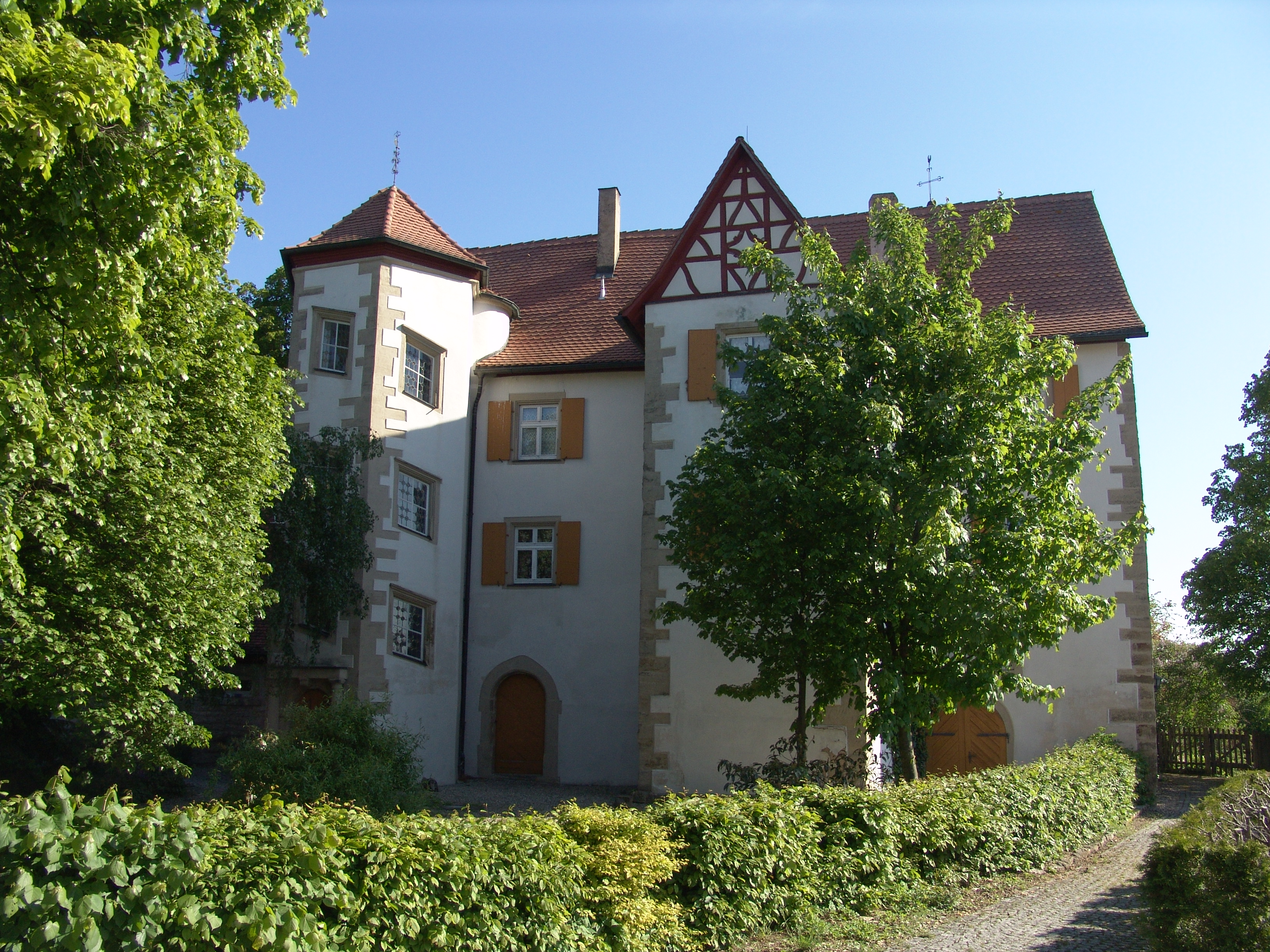
Schloss Habelsee

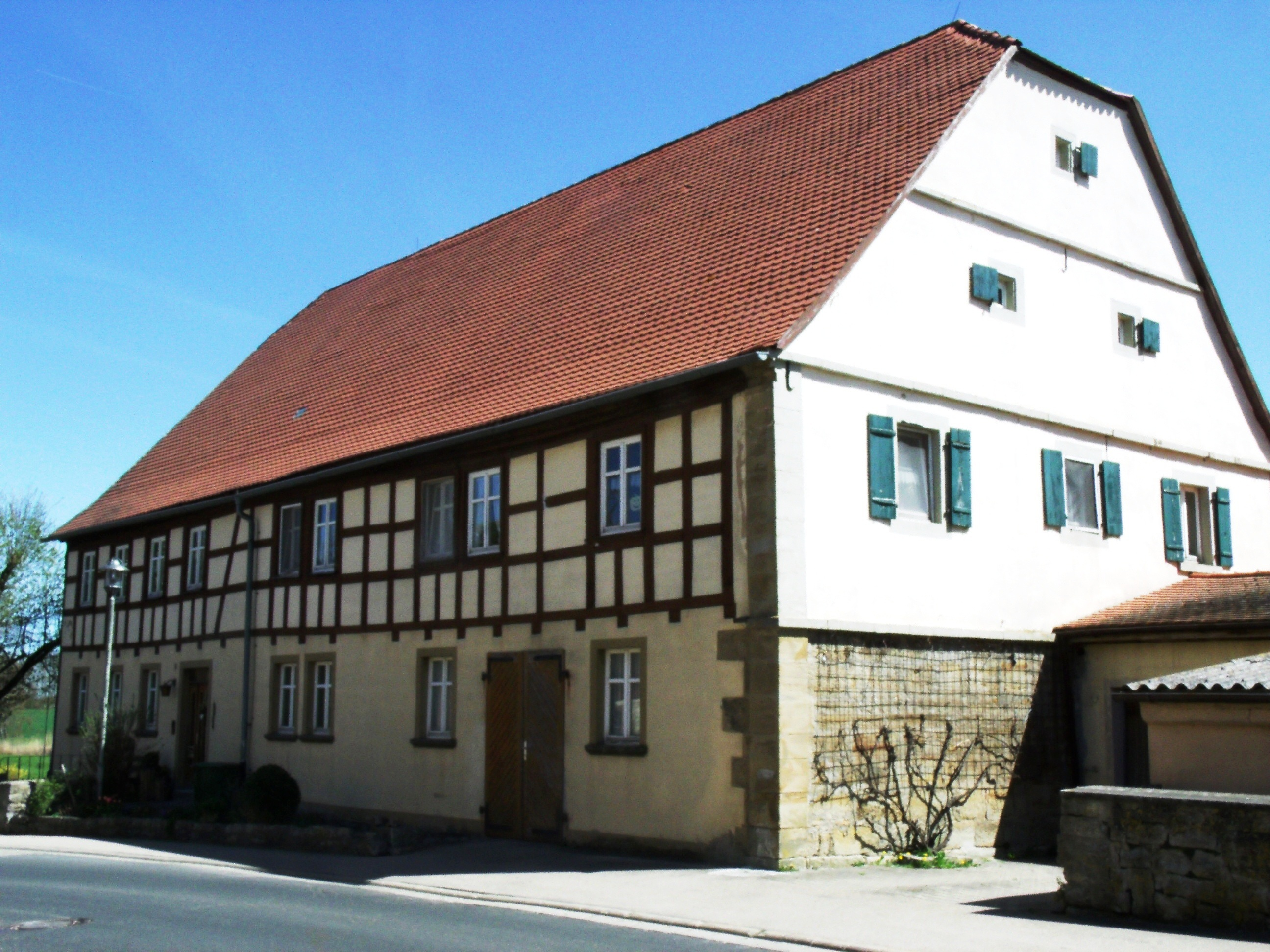
Haus Nr. 5: Ehemaliges Gasthaus

Habelsee ist ein Gemeindeteil der Gemeinde Ohrenbach im Landkreis Ansbach (Mittelfranken, Bayern). Die Gemarkung Habelsee hat eine Fläche von 5,746 km². Sie ist in 634 Flurstücke aufgeteilt, die eine durchschnittliche Fläche von 9063,08 m² haben. In ihr liegt neben dem namensgebenden Ort der Gemeindeteil Seemühle.

## Geografie
Das Kirchdorf liegt im Osten der Gemeindegemarkung am Seebach, der ostwärts über den Erlbach in die Ens entwässert. 0,5 km östlich des Ortes liegt das Talholz. Die Kreisstraße AN 30/NEA 31 führt nach Mörlbach (2 km nördlich) bzw. nach Steinach an der Ens zur Bundesstraße 470 (2,2 km südöstlich). Die AN 32 führt nach Ohrenbach (3 km westlich). Eine Gemeindeverbindungsstraße führt zur Staatsstraße 2416 bei Endsee (2 km südlich). Durch Habelsee führt der 16 km lange Glaubensweg, an dem christliche Symbolsteine aus fränkischem Muschelkalk aufgestellt sind. 

## Geschichte
Die erste urkundliche Erwähnung erfolgte 1128 als „die alte burgk Hebalzhym“ (in der Folgezeit auch „Habelsheim“, „Habchstal“ und schließlich seit dem 17. Jahrhundert „Habelsee“ genannt). In einer Handschrift aus den Jahren 1167/95, in der die Schenkungen eines edelfreien fränkischen Herren aufgezeichnet sind, die dieser um 900 machte, wird der Ort als „Habelsheim“ erwähnt. Es kann also davon ausgegangen werden, dass es diesen Ort bereits im 9. Jahrhundert schon gab. Der ursprüngliche Herrenhof dürfte im 12. Jahrhundert der heute noch vorhandenen Burg gewichen sein, die den Grafen von Hohenlohe-Entsee gehörte. Sie wurde als Lehen zunächst den Rittern von Habelsheim übergeben, in der Folgezeit weiteren Rittern aus der Herrschaft Hohenlohe. 1392 wurde Habelsee an die Reichsstadt Rothenburg verkauft, die diese Burg als Grenzfeste des Reichsstadtgebietes benötigte.
In der Folgezeit kam es zu häufigem Besitzerwechsel, mitunter wurde sie als landwirtschaftlicher Bau missbraucht oder blieb über längere Zeit unbewohnt. 1979 wurde die Burg renoviert und dabei versucht, ihr ursprüngliches Aussehen wiederherzustellen.
Das Kloster Heilsbronn erwarb im 13. Jahrhundert durch Schenkung einige Güter und Gefälle in Habelsee. Zu dieser Zeit gab es bereits die St.-Michaels-Kirche, die eine Filiale von Mörlbach war.
Mit dem Gemeindeedikt (frühes 19. Jahrhundert) wurde Habelsee dem Steuerdistrikt Steinach zugewiesen. Wenig später entstand die Ruralgemeinde Habelsee, zu der Seemühle gehörte. Sie war in Gerichtsbarkeit und Verwaltung dem Landgericht Rothenburg zugeordnet und in der Finanzverwaltung dem Rentamt Rothenburg ob der Tauber (1919 in Finanzamt Rothenburg ob der Tauber umbenannt). Ab 1862 übernahm das Bezirksamt Rothenburg ob der Tauber die Verwaltung (1939 in Landkreis Rothenburg ob der Tauber umbenannt) und das Stadt- und Landgericht Rothenburg ob der Tauber die Gerichtsbarkeit (1879 in Amtsgericht Rothenburg ob der Tauber umbenannt). Die Gemeinde hatte 1964 eine Gebietsfläche von 5,716 km². Im Zuge der Gebietsreform in Bayern wurde diese am 1. Mai 1978 nach Ohrenbach eingemeindet.

### Baudenkmäler
In Habelsee gibt es fünf Baudenkmäler:
- Evang.-luth. Pfarrkirche St. Michael
- Haus Nr. 1 u. 4: Ehemaliges Schloss mit Nebengebäuden
- Haus Nr. 5: Ehemaliges Gasthaus
- Haus Nr. 13: Ehemaliger Zweiseithof
- Steinkreuz auf dem Ölacker

ehemalige Baudenkmäler
- Haus Nr. 20: Zweigeschossiges Wohnstallhaus des frühen 19. Jahrhunderts mit einfachem Fachwerk. Im Krüppelwalmgiebel Steinrelief mit Hauswappen, Schmiedewerkzeug und Bezeichnung „Johann Friedrich Weber 1809“.[13]
- Haus Nr. 30: Ehemaliges Ochsenhirtenhaus
- Haus Nr. 32: Ehemaliger Pfarrlehenshof. Einfaches erdgeschossiges Wohnstallhaus in Fachwerk. Am Eckständer bezeichnet „ILST / 1807“ (Johann Leonhard Stemmer).[13]
- Wappenstein am Haus Nr. 33

### Bodendenkmäler
In der Gemarkung Habelsee gibt es acht Bodendenkmäler.

### Einwohnerentwicklung
Gemeinde Habelsee
| Jahr      | 1818  | 1840  | 1852   | 1855   | 1861   | 1867   | 1871   | 1875   | 1880   | 1885   | 1890   | 1895   | 1900   | 1905   | 1910   | 1919   | 1925   | 1933   | 1939   | 1946   | 1950   | 1952   | 1961  | 1970   |
| Einwohner | 206   | 199   | 220    | 213    | 222    | 210    | 220    | 215    | 220    | 234    | 228    | 227    | 210    | 199    | 177    | 182    | 209    | 209    | 188    | 265    | 339    | 303    | 236   | 196    |
| Häuser    | 38    | 41    |        |        |        |        | 42     |        |        | 39     | 42     |        | 43     |        |        |        | 42     |        |        |        | 43     |        | 47    |        |
| Quelle    | [ 6 ] | [ 8 ] | [ 15 ] | [ 15 ] | [ 16 ] | [ 17 ] | [ 18 ] | [ 19 ] | [ 20 ] | [ 21 ] | [ 22 ] | [ 15 ] | [ 23 ] | [ 15 ] | [ 24 ] | [ 15 ] | [ 25 ] | [ 15 ] | [ 15 ] | [ 15 ] | [ 26 ] | [ 15 ] | [ 9 ] | [ 27 ] |

Ort Habelsee
| Jahr      | 001818 | 001840 | 001861 | 001871 | 001885 | 001900 | 001925 | 001950 | 001961 | 001970 | 001987 | 002000 |
| Einwohner | 196    | 194    | 215    | 211    | 226    | *210   | *209   | *339   | *236   | *196   | 151    | 157    |
| Häuser    | 37     | 39     |        |        | 38     | *43    | *42    | *43    | *47    |        | 44     |        |
| Quelle    | [ 6 ]  | [ 8 ]  | [ 16 ] | [ 18 ] | [ 21 ] | [ 23 ] | [ 25 ] | [ 26 ] | [ 9 ]  | [ 27 ] | [ 28 ] |        |

## Religion
Der Ort ist Sitz der Pfarrei St. Michael und seit der Reformation evangelisch-lutherisch geprägt. Die Einwohner römisch-katholischer Konfession sind nach St. Johannis (Rothenburg ob der Tauber) gepfarrt.